# Kingsley Sarfo
Kingsley Sarfo, né le 13 février 1995, est un footballeur ghanéen. Il évolue au poste de milieu relayeur avec l'APOEL Nicosie.

## Biographie

### En club
Après avoir déménagé en Suède à l'adolescence, Sarfo joue pour le FC Rosengård et le BW 90 IF.
En 2014, il passe à l'IK Sirius, jouant alors en deuxième division suédoise. Deux saisons plus tard, il est impliqué dans la promotion du club en Allsvenskan en 2016.
Après un début prometteur en Allsvenskan au cours de la saison 2017, Sarfo fait l'objet d'une offre des tenants du titre, le Malmö FF, où il signe pour 1,5 million d'euros. Sarfo fait ses débuts pour le Malmö FF, le 15 juillet, lorsque son ancien club, l'IK Sirius, joue en déplacement à Malmö. Sarfo marque un but lors de ses débuts, mais n'empêche pas son club de faire match nul contre l'IK Sirius. Pour sa première saison avec Malmö, il joue huit matchs et inscrit deux buts en championnat.

### En équipe nationale
Sarfo reçoit sa première sélection en équipe du Ghana le 7 octobre 2017, contre l'Ouganda, lors d'un match rentrant dans le cadre des éliminatoires du mondial 2018 (0-0).

## Affaires judiciaires

### Agressions sexuelles
Le 30 septembre 2017, Sarfo fait l'objet d'une demande d'arrestation par la justice suédoise à la suite d'accusations d'une tentative de viol et de deux viols sur mineurs. Le 1er octobre 2017, Sarfo est suspendu par son club jusqu'à nouvel ordre: Kingsley Sarfo est suspecté dans une affaire de viol,. La sanction est levée le 11 janvier 2018 en attente de la poursuite des procédures d'enquête. Bien que laissé en liberté par la justice suédoise, ce qui lui permit de continuer à jouer pour son club, Sarfo fut arrêté le 31 janvier 2018 car suspecté de cinq viols sur mineur âgé de moins de 15 ans. Le club de Malmö FF a réagi en annonçant la mise à pied du joueur,. Kingsley Sarfo est condamné par la justice suédoise le 8 juin 2018 à 2 ans et 8 mois de prison fermes assortis d'une amende de 150 000 SEK (soit environ 15 000€) et de son expulsion du territoire à l'issue de sa peine de prison,,. À la suite de cette condamnation Kingsley Sarfo a été licencié par le Malmö FF le 12 juin 2018.

### Conduite sans permis
En 2017, Sarfo fut arrêté à plusieurs reprises au volant de son véhicule sans permis de conduire en cours de validité. Sarfo encourait alors une peine allant jusqu'à 6 mois de prison. Sarfo ne fut néanmoins pas sanctionné par son club. 

## Palmarès
Malmö FF
- Champion de Suède en 2017

 IK Sirius
- Champion de Suède de D2 en 2016